# رادک شیرل
رادک شیرل (چکی: Radek Šírl؛ زادهٔ ۲۰ مارس ۱۹۸۱) بازیکن فوتبال اهل جمهوری چک بود.
از باشگاه‌هایی که در آن بازی کرده‌است می‌توان به باشگاه فوتبال بوهمیانس ۱۹۰۵، باشگاه فوتبال ویکتوریا پلزن، باشگاه فوتبال اسپارتا پراگ، باشگاه فوتبال زنیت سن پترزبورگ، و باشگاه فوتبال ملادا بولسلاف اشاره کرد.
وی همچنین در تیم‌های ملی فوتبال زیر ۲۱ سال جمهوری چک و جمهوری چک بازی کرده‌است.